# Adecco
Adecco este o companie de resurse umane din Elveția, fondată în anul 1996.este cel mai mare jucător pe plan mondial în domeniul resurselor umane.
Prezent în 70 de țări, cu un număr de 6.700 de filiale și peste 35.000 de persoane angajate, Adecco a avut în 2006 o cifră de afaceri de 20,4 miliarde de euro, cu un beneficiu net de 611 milioane de euro.
Compania este prezentă și în România cu servicii de resurse umane din anul 2000.

## Istoric
În iunie 2007, Adecco a cumpărat grupul german de recrutare Tuja pentru suma de 800 de milioane de euro.
În septembrie 2008, Adecco a cumpărat concurentul olandez DNC, pentru 56 de milioane de euro.
În octombrie 2009, Adecco a preluat compania americană de resurse umane MPS Group pentru 1,3 miliarde de dolari (870 milioane de euro).